# Lecidoma
Lecidoma is een botanische naam voor een monotypisch geslacht van korstmossen behorend tot de familie Lecideaceae. Het bevat alleen de soort Lecidoma demissum.